# Darai csata
A darai csata a Szászánida Birodalom és a Bizánci Birodalom között zajlott le 530-ban. 

## Előzménye
A Bizánci Birodalom 527 óta állt háborúban a Szászánidákkal, feltehetően azért, mert I. Kavád király kényszeríteni próbálta a kaukázusi Ibéria lakóit, hogy vegyék fel a zoroaszter vallást. Ibéria királya elszökött Kavád elől. Kavád békét próbált kötni Bizánccal, megpróbálta rávenni I. Justinianust, hogy fogadja örökbe fiát, Huszraut (Cosroes-t). Justinianus visszautasította a békét, és Perzsiába küldte két hadvezérét, Sittast és Flavius Belisariust, akik először vereséget szenvedtek Kavádtól. Ekkor Justinianus tárgyalni akart, azonban 529-ben Kavád 30 ezer embert küldött Dara városa ellen. Justinianus visszaküldte Belisariust Perzsiába Hemogenész-szel és 25 ezer emberrel 530-ban. Válaszul Kavád még 10 ezer embert küldött Firouz vezetésével, akik Ammodiusban táboroztak le, pár kilométerre Darától. Bár a perzsák számbeli fölényben voltak, fegyverzetük gyenge volt. Ezért Belisarius elhatározta, hogy megtámadja őket. Épített egy sor sáncot a Dara felé vezető országúton, és gyalogságának nagy részét egy tömbbe vonta össze.

## Csata
A széleken a herulok által alkotott lovasság helyezkedett el Pharas és Bounzes vezetésével. A jobb szárnyon volt még 300 hun lovas Sunicas és Aigan vezetésével. A bal szárnyon 600 hun lovas volt Simmas és Ascan vezénylete alatt. A bal oldal hátvédjében János irányítása alatt helyezkedett el a bizánci lovasság tartaléka. A csatát megelőzően ezek az erők a sáncoktól takarva maradtak. A perzsák két oszlopban fejlődtek fel, a bal oldali szárnyat Pityaxes vezette, míg a jobb oldalit Baresamanes. A perzsa támadás első hulláma a herulok alkotta bal szárnyat érte, akik először meghátráltak, majd a szövetséges hunok nyomásától tartva ellentámadásba lendültek, és visszavonulásra kényszerítették a perzsákat. Ezután egy perzsa katona párbajra hívta ki az egyik bizáncit, a herul Andreast, aki legyőzte a perzsát. Ezután Andreas egy másik perzsa ellen is győztes párbajt vívott. Ezt követően a perzsák visszavonultak Ammodiusba, hogy ott töltsék az éjszakát. A csata második napján még 10 ezer perzsa érkezett Nisbisből. A két ellenséges sereg nyílzáport zúdított egymásra, mely mindkét oldalon okozott némi veszteséget, de nem volt túl eredményes. Eközben Belisarius lovasait egy Darától jobbra lévő domb mögé rejtette. A perzsák megtámadták a bizánci sereget, és a középső bizánci seregek rendezett visszavonulásba kezdtek. Ekkor a perzsák szembe találták magukat Belisarius elrejtett lovasságával és a hunok bal szárnyával, akik visszavonulásra kényszerítették őket. Firouz ekkor elitcsapatát, a Halhatatlanokat küldte a bizánci lovasság ellen, és így megfutamította őket. Ekkor Belisarius ellentámadásba lendült, és így kettéosztotta a perzsa sereget: a perzsák egy része a bizánci lovasságot üldözte, míg a többi perzsa csapdába esett, melyben a bizánciak több, mint 5 ezer emberükkel végeztek, köztük Baresmanessel. A bizánci lovasság szintén rendezte sorait és üldözőit visszaverte, sőt üldözésükbe kezdett. Belisarius hagyta üldözni a perzsákat pár mérföldön át, de aztán hagyta elmenekülni a túlélő perzsák nagy részét.

## Következmények és Dara további sorsa
A siker nem volt hosszú életű Bizánc számára. A perzsák veresége után Lakh király, a Sasanidák vazallusa, seregeit a Sasanida sereg megsegítésére vezényelte. Az ő segítségével I. Kavad legyőzte Belisariust a callinicumi csatában, s aztán a béke fejében nagy összegű adó fizetésére kötelezte Bizáncot pár éven át.
540-ben és 544-ben újból megtámadták a Szászánidák, ezúttal I. Huszrau vezetésével, ám képtelenek voltak bevenni a várost. Huszrau végül csak 573-ban foglalta el Darát, mely egyesek szerint csak II. Justinus megőrülése miatt került perzsa kézbe, mivel II. Justinus felesége, Szófia, és barátja Tiberius Konstantinusz vették kezükbe a birodalom vezetését Justinus 578-as haláláig, és ők gyenge vezetőknek bizonyultak. Kormányzásuk alatt a perzsák még beljebb nyomultak a Bizánci Birodalomba, aminek csak Huszrau 579-es halála vetett véget. 
Mauricius császár 586-ban Daránál legyőzte a perzsákat, és visszafoglalta az erődítményt, 604-ben ismét a perzsák kerekedtek felül II. Huszrau vezetésével. Ekkor a perzsák lerombolták Darát, de azt 628-ban a bizánciak újjáépítették.
639-ben a várost az arabok foglalták el, 942-ig békében uralták azt, amikor is a bizánciak kifosztották. I. János uralkodása alatt, 958-ban ismét kifosztották a várost a bizánciak, de Dara többé már soha nem került bizánci kézbe.

## Fordítás
- Ez a szócikk részben vagy egészben a Batalla de Dara című spanyol Wikipédia-szócikk ezen változatának fordításán alapul.  Az eredeti cikk szerkesztőit annak laptörténete sorolja fel. Ez a jelzés csupán a megfogalmazás eredetét és a szerzői jogokat jelzi, nem szolgál a cikkben szereplő információk forrásmegjelöléseként.